# NGC 7649
NGC 7649 é uma galáxia elíptica (E) localizada na direcção da constelação de Pegasus. Possui uma declinação de +14° 38' 49" e uma ascensão recta de 23 horas, 24 minutos e 20,1 segundos.
A galáxia NGC 7649 foi descoberta em 25 de Setembro de 1886 por Lewis A. Swift.